# Інтенсивність звуку
Інтенси́вність зву́ку — Густина потоку звукової енергії. Найменша інтенсивність звуку, яку ще може сприймати вухо людини (поріг чутності), становить 10−16 Вт/см2.
Кількісно інтенсивність звуку рівна  середньому  за часом потоку звукової енергії через одиничну площу, розташовану перпендикулярно напрямку поширення звуку:
{\displaystyle I={\frac {1}{T}}\int \limits _{t}^{t+T}{\frac {dP}{dS}}dt,}
де T — час усереднення, dP — потік звукової енергії, що переноситься через площу dS.

## Інтернет ресурси
- How Many Decibels Is Twice as Loud? Sound Level Change and the Respective Factor of Sound Pressure or Sound Intensity [Архівовано 17 травня 2021 у Wayback Machine.]
- Acoustic Intensity [Архівовано 7 червня 2011 у Wayback Machine.]
- Conversion: Sound Intensity Level to Sound Intensity and Vice Versa [Архівовано 18 січня 2009 у Wayback Machine.]
- Ohm's Law as Acoustic Equivalent. Calculations [Архівовано 26 квітня 2021 у Wayback Machine.]
- Relationships of Acoustic Quantities Associated with a Plane Progressive Acoustic Sound Wave [Архівовано 15 квітня 2021 у Wayback Machine.]
- Table of Sound Levels. Corresponding Sound Intensity and Sound Pressure [Архівовано 6 квітня 2021 у Wayback Machine.]
- What Is Sound Intensity Measurement and Analysis? [Архівовано 22 березня 2019 у Wayback Machine.]